# 帰ってきたドクター・ミステリオ
「帰ってきたドクター・ミステリオ」（かえってきたドクター・ミステリオ、原題: "The Return of Doctor Mysterio"）は、2016年12月25日に初放送されたイギリスのSFドラマ『ドクター・フー』のエピソード。2016年に放送された唯一のエピソードであり、2005年に新シリーズが始動して以来12作目のクリスマススペシャルにあたる。脚本はスティーヴン・モファット、監督はエドワード・バザルゲッテが担当した。
本作では、前年の「リヴァーソングの夫」で初登場したナードル（演:マット・ルーカス）が12代目ドクター（演:ピーター・カパルディ）のコンパニオンとして同行する。舞台はニューヨークである。2人は女性ジャーナリストのルーシー・フレッチャー（演:チャリティ・ウェイクフィールド）と、彼女に知られることなくベビーシッターとゴーストと呼ばれるスーパーヒーローを兼任しているグラント（演:ジャスティン・チャットウィン）と共に、全世界に拠点を置く脳型エイリアンの陰謀に立ち向かう。

## 連続性
冒頭でドクターは「マンハッタン占領」（2012年）で生じたパラドックスを逆転させる装置を開発している。ドクターは普段クリスマスに侵略に直面してきたことに言及している。これはクリスマススペシャルの多くが地球を舞台にした侵略を題材としていることを指している。
脳を交換して体を得る本作のエイリアンは、2015年クリスマススペシャル「リヴァーソングの夫」でハイドロフラックス王に従事していたエイリアンと同種族である。本作での彼らはハーモニーショールの代表を名乗っている。また、ナードルは自身がハイドロフラックス王の体からドクターにより切り出されたことに言及しており、これも「リヴァーソングの夫」でナードルが首を斬られてハイドロフラックス王の機械の体に収容されたことを指している。さらにドクターとナードルは両者とも、ドクターがリヴァーと過ごした最後の24年間（「リヴァーソングの夫」）と彼女の死（「静寂の図書館」）に触れている。
ドクターはスコットランドヤードに勤務していたことをルーシーに告げているが、「生き続けた少女」（2015年）でも同様の主張をしていた。10代目ドクターは「アガサ・クリスティ失踪の謎」（2008年）でパーティに出席する際にスコットランドヤードの警部を名乗り、11代目ドクターも「ドクターからの招待状」でもリチャード・ニクソン相手にスコットランドヤードの人間に偽装していた。
ルーシーのアパートの向かいにある映画館には映画 The Mind of Evil の広告が掲示されている。これは3代目ドクターのストーリー (en) と同じタイトルである。
グラントが力を使わないと約束したことについてドクターが不平を口にする際、ナードルは2代目ドクターの The War Games（1969年）で初めて言及されたタイムロードの法をドクターが一切守っていないことを指摘している
ハーモニーショールの本部への掃討作戦に際し、UNITの将校はオズグッドと連絡を取ろうとしている。オズグッドは「ドクターの日」（2013年）、「天国での死」（2014年）、「ザイゴンの侵略」「ザイゴンの逆転」（2015年）に登場した。

### 他作品への言及
ゴーストというキャラクターは、アメリカン・コミックスのスーパーヒーローであるスーパーマンに対するパスティーシュである。「帰ってきたドクター・ミステリオ」を通してスーパーマンへの数々のオマージュが見られる。
- ハーモニーショールの一員ブロックが集まった記者群に対して "Miss Shuster and Ms. Siegel" と言って質問を促す台詞は、スーパーマンの原作者ジェリー・シーゲルと作画ジョー・シャスター（英語版）にちなんでいる[6]。
- グラントは飛行、スーパーパワー、超スピード、銃弾耐性、X線の視界といったスーパーヒーローによく見られる能力[7]やその他の型破りな能力[1][7]を有している。スーパーマンが地球の黄色い太陽からエネルギーを得ているように、グラントも宇宙の天体で出来た赤い石を飲み込んで能力を獲得している[1][7]。
- ニューヨークのハーモニーショールの建物は屋上に巨大な球体が存在する。これはスーパーマンの物語の舞台であるデイリー・プラネット（英語版）と同様の特徴である[1]。
- グラントはスーパーマンがそうであるように、周囲から温厚な人物として扱われることを好む。彼はヒーロー活動中はスーパーマンと同じ道徳規範に基づいており[7]、服を破ってスーパーヒーローの衣装を露わにする点も同様である[1]。
- 1978年の『スーパーマン』を模した要素も多い。ゴーストがハーモニーショールでの危機からルーシーを救出した際には、彼は彼女がジャーナリストを辞めてしまうことを危惧している。これはスーパーマンが墜落するヘリコプターからロイスを救出した際に抱いた懸念と同様のものである[7]。また、ルーシーはロイスによるスーパーマンへのインタビューを彷彿とさせるインタビューをゴーストに対し行っている[8]
- ルーシー・フレッチャーの名前はロイス・レーンの妹ルーシーにちなんでいる[1]。高校の同級生かつ現在のベビーシッターがスーパーヒーローであるということに気付かないのは、ロイスの言動と同様である[4]。スーパーマンのコミックスには L.L. というイニシャルが多く使用されているが、ルーシーの結婚後の名前もルーシー・ロンバートで L.L. である[1]。

幼少期のグラントの部屋の壁には、マーベル・コミックのキャラクターが複数飾られている。ドクターは放射線を放つクモに噛まれて能力を獲得したというスパイダーマンの生い立ちに疑問を呈し、放射性中毒の可能性が高いと意見する。街で登場する "Joe's Pizza" は2004年の『スパイダーマン2』でピーター・パーカーが短期間勤務していた店である。ドクターはグラントに「大いなる力には大きな責任が伴う」 (en) ことを述べており、これもスパイダーマンに由来するフレーズである。
ゴーストがルーシーをアパートから降ろした際にバットマンも言及されている。彼の運んでいたベイビー・モニターが紛失した時、ルーシーはシグナルデバイスのせいであると勘違いし、バットシグナルがモバイルアプリケーションになったか尋ねている。
ハーモニーショールの東京支部への潜入の際に人員を減らすべく、ドクターは位置情報ゲームの Pokémon GO を使用している。

## プロモーション
「帰ってきたドクター・ミステリオ」の最初の予告編は2016年10月7日にニューヨーク・コミコンで公開された。2016年11月18日には『チルドレン・イン・ニード』の一環としてクリップ映像が公開された。

## 放送と反応

### イギリス国外での上映
「帰ってきたドクター・ミステリオ」は2016年12月26日にオーストラリアとニュージーランド、12月26日と28日にカナダ、12月27日と29日にアメリカ合衆国にて映画館での上映が行われた。
日本ではそのような上映はおろかテレビ放送もされなかったが、2018年3月24日から「リヴァーソングの夫」と共にHuluで配信が開始された。

### テレビ放送とレーティング
イギリスで「帰ってきたドクター・ミステリオ」は視聴者数783万人を記録し、2016年のクリスマスの日では6番目に多く視聴された番組となった。リアルタイム視聴者数は568万人、番組視聴占拠率は27.1%を記録した。Appreciation Index は82であった。BBCアメリカでの放送では視聴者数は170万人に上り、全ての主要な人口層を対象とした年間トップの放送となった。さらに、TwitterやFacebook上で最も話題に上ったクリスマスのテレビ番組にもなった。

### 批評家の反応
| 専門評論家によるレビュー | 専門評論家によるレビュー |
| レビュー・スコア         | レビュー・スコア         |
| 出典                     | 評価                     |
| ------------------------ | ------------------------ |
| The A.V. Club            | B-                       |
| SFX                      | [ 22 ]                   |
| CultBox                  | [ 23 ]                   |
| IGN                      | 7.0                      |
| IndieWire                | A-                       |
| PopMatters               | 5/10                     |
| ニューヨーク・マガジン   | [ 27 ]                   |
| ラジオ・タイムズ         | [ 28 ]                   |
| デイリー・テレグラフ     | [ 29 ]                   |
| SciFiNow                 | [ 30 ]                   |
| タイムズ                 | [ 31 ]                   |
| The Young Folks          | 8/10                     |

「帰ってきたドクター・ミステリオ」は一般に批評家から肯定的にレビューされた。
デイリー・テレグラフのマイケル・ホーガンは本作に星5つを与え、「クラシックな雰囲気と世代を超えて楽しめる軽快なもの」だったと総括した。タイムズ紙のアンドリュー・ビレンは星4つを与え、カパルディが最も暖かかったとし、さらにマット・ルーカスが演じるナードルは「既に盛り上がっているエピソードにパントマイムの活気を与えた」と評価した。ガーディアン紙も肯定的であり、「ピーター・カパルディとマット・ルーカスはパントマイムのご馳走だ」と綴った。
IGNは「帰ってきたドクター・ミステリオ」が12代目ドクターの物語の中ではかなり軽い部類であることを指摘し、第9シリーズでの出来事を考慮すると悪いことではないと評価した。しかしエピソードの要素がちぐはぐであったとも論評し、「リヴァーを巡るドクターの感動的な台詞が補足として扱われている」ことも踏まえ、10点満点で7点と評価した。The A.V. Clubは「『ドクター・フー』はスーパーヒーローのおふざけに陽気な回り道をする」と綴り、賛否両論というレビューをした。

## ホームメディア
「帰ってきたドクター・ミステリオ」はDVDとブルーレイディスクが2017年1月23日にイギリスで、2月21日にアメリカ合衆国で。
日本では2018年8月3日に『ドクター・フー ネクスト・ジェネレーション DVD-BOX2』に同梱されてKADOKAWAからDVDが発売された。